# 南中野 (さいたま市)
南中野（みなみなかの）は、埼玉県さいたま市見沼区の大字。郵便番号は337-0042。

## 地理
さいたま市見沼区東部の主に大宮台地上に位置され、南北に長い区域を擁する。地区の東部を見沼の低地から延びる開析谷が台地に向かって深く入り込み、大字東新井地区となっている。南側から西・北側にかけて大字中川や大字南中丸、およびその飛地と隣接する。全域が市街化区域で、地区の東部を中心に住宅地が多くあり、田畑や雑木林も混在する。生産緑地地区も地内に見られるが、周辺地区と比較すると少ない。地区の東部にニか所、北東部に一か所、北西部に一か所の飛地がある。
縄文時代早期の縄文遺跡である南中野遺跡が地区内にある。

### 地価
国土交通省地価公示
- 所在及び地番：大字南中野字新田1184-4
- 価格：120,000円/m2
- 利用現況：住宅
  - 2005年（平成17年）1月1日時点[6]

## 歴史
もとは江戸期より存在した武蔵国足立郡南部領に属する中野村であった。村高は正保年間の『武蔵田園簿』では70石余（田11石余、畑59石余）、『元禄郷帳』や『天保郷帳』では70石余であった。助郷は日光御成街道大門宿に出役していたが、享保・寛保・宝暦年間は中山道大宮宿にも出役していた。化政期の戸数は40軒で、村の規模は東西3町、南北5町余であった。長芋や柿渋の産地で村の特産品であった
- 初めは旗本青木氏の知行（旗本領）で、以降変遷なし[5]。なお、検地が行われていたかどうかは不詳である。
- 1828年（文政11年）より大門宿寄場34か村組合に所属[5]。
- 幕末時点では足立郡中野村であった。明治初年の『旧高旧領取調帳』の記載によると、知行は旗本青木五十五郎であった[8]。
- 1869年（明治2年）12月2日：この日までに旗本領が上知され、浦和県の管轄となる（府藩県三治制も参照）。
- 1871年（明治4年）11月13日：第1次府県統合により、埼玉県の管轄となる。
- 1874年（明治7年）：学制の施行に伴い、地内の正法院の境内を仮用して中野学校（現・さいたま市立片柳小学校）が開設される[9][10][11]。
- 1879年（明治12年）3月17日：郡区町村編制法により成立した北足立郡に属す。郡役所は浦和宿に設置。それに伴い、郡内に同名の村（現・鴻巣市北中野）が所在したことから、南を冠称して南中野村となる[5][12]。
- 1889年（明治22年）4月1日：町村制施行により、片柳村・山村・東新井村・中川村・笹丸村・御蔵村・染谷村・南中野村・南中丸村・上山口新田・西山村新田・新右ェ門新田・加田屋新田が合併し、新たな片柳村が成立する[13]。片柳村の大字南中野となる[5]。
- 1955年（昭和30年）1月1日：指扇村・馬宮村・植水村・片柳村・七里村・春岡村が大宮市へ編入合併され[14]、大宮市の大字となる。
- 2001年（平成13年）5月1日：浦和市・大宮市・与野市が合併し、さいたま市が発足。同市の大字となる。
- 2003年（平成15年）4月1日：さいたま市が政令指定都市に移行し、同市見沼区の大字となる。

## 世帯数と人口
2018年（平成30年）12月1日時点の世帯数と人口は、以下のとおりである。
| 大字       | 世帯数   | 人口    |
| ---------- | -------- | ------- |
| 大字南中野 | 3171世帯 | 7,264人 |

## 小・中学校の学区
市立小・中学校に通う場合、学区（校区）は以下のとおりとなる。
| 大字       | 区域 | 小学校                     | 中学校                   |
| ---------- | --- | -------------------------- | ------------------------ |
| 大字南中野 | 1〜5､15〜92-1､92-4〜5､95〜95-1､96〜97､99〜114､184〜185､205〜220､239〜244-5､246〜366､377〜380､383〜383-1､384〜388､392〜523､529〜670､741〜838､1229〜1246､3012〜3030                                                                                             | さいたま市立海老沼小学校   |                          |
| 大字南中野 | 6〜14､92-2･3､92-6〜94､95-2､98､115〜183､186〜204､221〜238､245､367〜376､381〜382､383-2､389〜391､524〜528､671〜740､3000〜3011､3031以降 | さいたま市立芝川小学校     |                          |
| 大字南中野 | 839〜918､921-2〜4､921-6〜924､926-2､927〜931､933-2､938-2､995〜998､1000-2､1001-2､1003-3〜7､1004-4〜1056､1247〜2999 | さいたま市立片柳小学校     |                          |
| 大字南中野 | 919〜921-1､921-5､925〜926-1､926-3､932〜933-1､933-3〜938-1､938-3〜994､999〜999-2､999-4〜1000-1､1000-3〜1001-1､1001-3〜1003-2､1003-8〜1004-3､1057〜1228 | さいたま市立大谷小学校     |                          |
| 大字南中野 | 下記以降の地番を除く区域 |                            | さいたま市立第二東中学校 |
| 大字南中野 | 239〜244-1､244-5､248〜278､453〜455､457〜459､460-2〜5､464〜467､472〜475､478､481〜741､919〜921-1､921-5､925〜926-1､926-3､932〜933-1､933-3〜938-1､938-3〜994､999〜999-2､999-4〜1000-1､1000-3〜1001-1､1001-3〜1003-2､1003-8〜1004-3､1057〜1228､3000〜3011､3031以降 | さいたま市立大宮八幡中学校 |                          |
| 大字南中野 | 742〜918､921-2〜4､921-6〜924､926-2､927〜931､933-2､938-2､995〜998､999-3､1000-2､1001-2､1003-3〜7､1004-4〜1056､1229〜2999 | さいたま市立片柳中学校     |                          |

## 交通

### 鉄道
地内に鉄道路線は通っていない。最寄り駅は地点によって異なり、東日本旅客鉄道（JR東日本）京浜東北線・宇都宮線・高崎線のさいたま新都心駅、または東武野田線（東武アーバンパークライン）の大和田駅である。大和田駅は、大字南中野字新田1184-4の地点から約1.7 kmの位置にある。

### 道路
- 埼玉県道1号さいたま川口線（第二産業道路）
- 埼玉県道214号新方須賀さいたま線
- 南中野通[16]

### バス
県道1号沿道に北から「高井」、「中川中央通り」、「西浦」バス停、県道214号沿道に東から「庚申塚」（飛地）、「南中野」、「南中野中央」バス停が地区内に設置されている。

## 寺社・史跡
- 真言宗智山派正法院 - 領主であった青木氏一族の墓がある[5]。
- 諏訪神社[16]
- 稲荷神社

飛地
- 十王尊 - 十王尊の大イチョウがある[17]
- 猿花稲荷神社

## 公園・緑地
- 南中野自然緑地
- 南中野第一公園
- 南中野第二公園
- 代官山公園

飛地
- 猿花ふるさとの森 - さいたま市猿花キャンプ場がある
- 稲荷東緑地公園
- 同半山公園
- 同半山北公園

## 施設
- 大宮南中野郵便局
- 南中野自治会館
- あすなろ保育園
- あすなろ若葉保育園

飛地
- さいたま市水道局排水管理事務所 - 敷地の一部が地区内に掛かる
- さいたま市大宮消防団片柳分団
- 日本大学法学部大宮グラウンド - 敷地の一部が地区内に掛かる
- きらめき保育園